# Abrex
Abrex je česká společnost, která vyrábí sběratelské kovové modely aut a motocyklů z československé a české produkce.

## Historie
Firma vznikla v první polovině května roku 1998 a v následujících letech se zabývala především dovozem modelů aut různých značek pro český trh a to Anson, Guisval, Mira, Ertl, Highway 61 či Cararama. Modely Cararama (Audi, BMW, Mini, Porsche, Volkswagen a další) společnost Abrex dováží a prodává dodnes.
V roce 2003 začal Abrex vyvíjet své první dva modely v měřítku 1:43, jimiž se stala Škoda Octavia Combi Tour a Škoda Fabia Combi. Jejich poměrně složitý vývoj však neproběhl dle představ a celý proces se musel opakovat od úplného začátku.[zdroj?] První vlastní model, jímž se stala Škoda Octavia druhé generace, uvedla společnost na trh v roce 2004. Následován byl ještě v témže roce verzí Combi. V roce 2005 byl společnosti Abrex vykraden sklad s nepojištěným zbožím. O tomto incidentu odvysílala TV Nova v hlavním zpravodajství rozsáhlou reportáž pojmenovanou Velká autíčková loupež.
Produkci, dříve probíhající pouze v Číně, společnost postupně přesouvá do své továrny v Divišově, kde v roce 2016 vznikl model Škoda Forman, kompletně vyráběný v České republice.
V roce 2015 společnost otevřela Muzeum autíček a hraček, které se nachází v zámku Příseka u Jihlavy. V jeho prostorách je vystaveno více než jedenáct tisíc exponátů vyrobených mezi lety 1910 až 1991 a kompletní archiv modelů Abrex. V muzeu se zároveň nachází jediná firemní prodejna společnosti Abrex.

## Produkty
Firma se specializuje výhradně na výrobu sběratelských a investičních modelů značek Laurin & Klement, Škoda, Praga, Jawa, ČZ (Čezeta), Velorex, ÚVMV, Buggyra či Ogar, vyráběných primárně v měřítkách 1:18, 1:24, 1:43 a 1:72. Orientuje se na historické, klasické, moderní a také závodní modely, včetně nikdy nevyráběných konceptů. Cílem společnosti je zmapování kompletní produkce mladoboleslavské automobilky Škoda od roku 1905.
Zpočátku Abrex vyráběl především modely v nejklasičtějším měřítku a to 1:43, které je mezi sběrateli nejoblíbenější. Následně začal produkovat i menší, a ne až tak detailní měřítko 1:72 a o dva roky také okrajové modely 1:24. Prvním představeným kovovým modelem v největším nabízeném měřítku 1:18 byl Škoda Roomster.
Rozměry modelů jsou následující:
- 1:1 – předloha automobilu ve skutečné velikosti, jehož osová vzdálenost kol je 2 841,0 mm
- 1:14 – model o přibližné velikosti okolo 30 cm, jehož osová vzdálenost kol je mezi 120–130 mm (měřítko společností využíváno pouze u RC modelů)
- 1:18 – model o přibližné velikosti okolo 23–27 cm, jehož osová vzdálenost kol je 157,8 mm
- 1:24 – model o přibližné velikosti okolo 17–20 cm, jehož osová vzdálenost kol je 118,4 mm
- 1:43 – model o přibližné velikosti okolo 10 cm, jehož osová vzdálenost kol je 66,1 mm
- 1:72 – model o přibližné velikosti okolo 5–7 cm, jehož osová vzdálenost kol je 39,5 mm

### Série modelů
Společnost vyrábí přibližně tři desítky modelových sérií, z nichž níže uvedené patří mezi nejstěžejnější:
- Civilní (např. Škoda Fabia, Škoda Octavia, Škoda Roomster, Škoda Yeti a Škoda Superb)
- Firemní (např. Škoda Fabia Combi pro Pet Medic či PRE a mnoho dalších)
- Policie (např. Škoda 110L, Škoda Forman a Škoda Favorit 136L)
- Hasiči (např.  Škoda 120L a Škoda Felicia Pickup)
- Ambulance (např. Škoda 1201 a Škoda Yeti)
- Taxi (např. Škoda 120L a Škoda Octavia III)
- Autoškola (např. Škoda Fabia a Škoda Favorit)
- Pohřební (např. Škoda 1203 a Škoda 1201)
- Koncepty (např. Škoda Joyster, Škoda Vision D a Škoda Fabia II FL RS 2000)
- Závodní (např. Škoda 130 RS, Škoda Fabia WRC a Škoda Fabia II S2000)
- Abstraktní (např. růžová Škoda Favorit 136L a další barevné kombinace konceptu Škoda Fabia II FL RS2000)
- Dopravní podniky (např. Škoda 120L a Škoda Fabia Combi)
- Silniční asistenční služba (např. Škoda Octavia Combi Tour a Škoda Octavia II Combi)

### Modely dle časového zařazení
- Historické (Laurin & Klement Voiturette, Laurin & Klement – Škoda 110 Combi Body, Škoda Superb 913, Škoda 860, Škoda Popular Monte Carlo  a další)  – cca. 1905–1951
- Klasické (Škoda 1000 MB, Škoda 1203, Škoda Favorit, Škoda Felicia, Škoda Octavia, Škoda 120, Škoda Rapid a další) – cca. 1952–1995
- Moderní (Škoda Citigo, Škoda Fabia, Škoda Rapid, Škoda Yeti, Škoda Octavia, Škoda Superb a další) – cca. 1996–současnost

### Modely vyrobené v České republice
- 2016 –  Škoda Forman (1:43)
- 2018 –  Škoda 1201 (1:43)
- 2019 –  Škoda Garde (1:43)
- 2020 –  Škoda 180/200 RS (1:43), ÚVMV GT (1:43) a Škoda Octavia IV (1:43)
- 2023 –  Škoda Superb II (1:24) a Škoda Kodiaq FL (1:43)

### Diorámata
Společnost vyrábí i diorámata, jejichž primárním úkolem je navodit dojem skutečnosti a zachytit tak věrně především jistou scenérii či významnou událost. Níže jsou vyjmenovány ty nejzásadnější z produkce společnosti:
- 2013 - realistické dioráma v měřítku 1:43, navazující na inauguraci Miloše Zemana, obsahující prezidentský speciál Škoda Superb a figurku prezidenta
- 2014 – realistické dioráma v měřítku 1:43, zachycující Škodu Favorit (tehdejší vozidlo Veřejné bezpečnosti, složky Sboru národní bezpečnosti), příslušníka Sboru národní bezpečnosti a demonstrující studentku, které vzniklo ku příležitosti 25. výročí od Sametové revoluce
- 2018 – limitované dioráma (20 kusů) v měřítku 1:43, vyrobené ku příležitosti výročí 20 let od založení společnosti v roce 1998, obsahující model Škoda Octavia II před faceliftem, což byl Abrexem první vyrobený model v Číně a model Škoda Forman, který byl prvním modelem vyrobeným Abrexem v České republice
- 2019 – limitované dioráma (30 kusů) v měřítku 1:43, zachycující Škodu 120L v "užovkovém" provedení (tehdejší vozidlo Veřejné bezpečnosti, složky Sboru národní bezpečnosti) a Škodu Octavii III (aktuální vozidlo Policie České republiky), demonstrujícího studenta a studentku s velkým transparentem Nežít ve lži, které vzniklo ku příležitosti 30. výročí od Sametové revoluce
- 2020 – limitované závodní dioráma (150 kusů) v měřítku 1:43, oslavující účast tří československých posádek s vozy Škoda 130 RS na slavné automobilové soutěži Rallye Monte Carlo v roce 1977
- 2021 – limitované závodní dioráma (150 kusů) v měřítku 1:43, připomínající účast tří posádek týmu Škoda Motorsport s vozy Škoda Fabia R5 na slavné automobilové soutěži Rallye Monte Carlo 2017 (design těchto vozů byl zároveň přizpůsoben tak, aby svým retro provedením odkazoval na čtyřicáté výročí od startu tří československých posádek na výše zmíněné soutěži v roce 1977)
- 2023 - realistické dioráma v měřítku 1:24, navazující na inauguraci Miloše Zemana, obsahující prezidentský speciál Škoda Superb a figurku prezidenta
- 2024 - limitované dioráma (300 kusů) v měřítku 1:43, vyrobené ku příležitosti 35. výročí od Sametové revoluce, obsahující model Škoda Favorit s propagačními prvky politického hnutí OF (Občanské fórum) a tematickou figurku Václava Havla

### Stavebnice
V listopadu roku 2019 přišla společnost Abrex s neobvyklým konceptem stavebnic, díky kterému mají zákazníci jedinečnou možnost si sestavit vlastní kovový model. Vůbec první stavebnicí, která se svým zpracováním vrací k tradiční československé výrobě a zároveň byla vyrobena i v tuzemském závodě v Divišově, se stal model legendární Škody Garde ve žlutém provedení. Další barevné verze tohoto modelu následovaly v dalších měsících, a to společně s dalším modelem, jímž se stala Škoda 1201. Podle nejmenovaných zdrojů se spekuluje nad výrobou stavebnic se surovými karoseriemi, díky čemuž by si každý zákazník mohl určit sám, jakou barvu jeho výsledný model bude mít.